# أسفل مورة (يهر)

تعديل مصدري - تعديل

اسفل مورة هي إحدى قرى عزلة يهر بمديرية يهر التابعة لمحافظة لحج، بلغ تعداد سكانها 11 نسمة حسب تعداد اليمن لعام 2004.